# Anguloa speciosa
Anguloa speciosa là một loài thực vật có hoa trong họ Lan. Loài này được Linden mô tả khoa học đầu tiên năm 1855.